# North East (Maryland)
La ville américaine de North East est située dans le comté de Cecil, dans l’État du Maryland. Sa population s’élevait à 3 572 habitants en 2010.

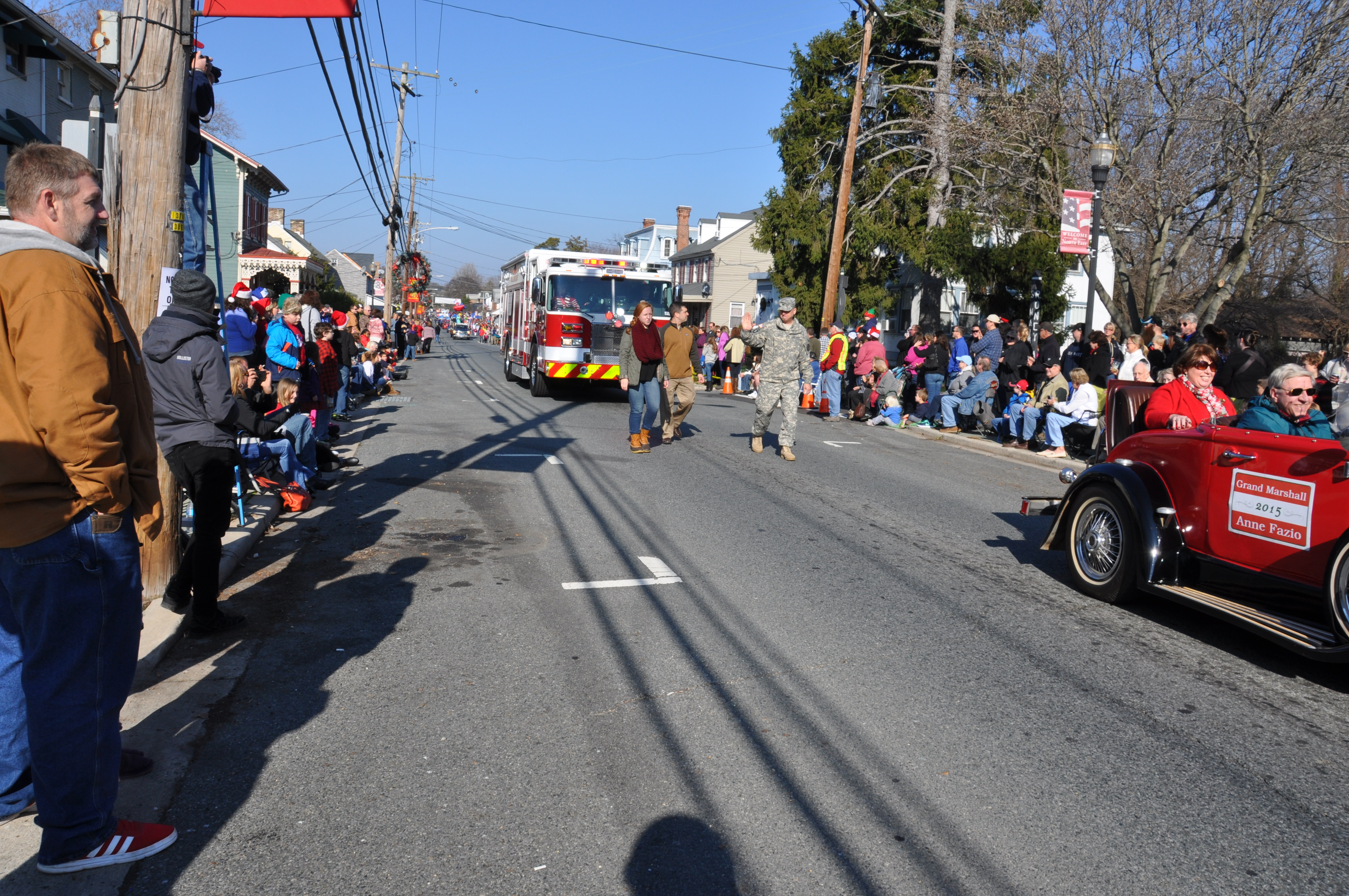
Le défilé de North East 2015 met en vedette le chef de la garnison

## Source
- (en) Cet article est partiellement ou en totalité issu de l’article de Wikipédia en anglais intitulé « North East, Maryland » (voir la liste des auteurs).